# Municipio de Coatepeque (kommun)
Municipio de Coatepeque är en kommun i Guatemala.   Den ligger i departementet Departamento de Quetzaltenango, i den sydvästra delen av landet, 150 km väster om huvudstaden Guatemala City. Antalet invånare är 41 294.